# 巴吞孔卡寺
巴吞孔卡寺，是一座二级泰国皇家寺庙。位于湄南河岸拍那空县一侧的嵩越路。起初寺庙因位于三聘街而命名为三聘寺。后来在拉玛一世国王统治时期经过修缮后，被赋予新名—— “巴吞空卡寺”（水中莲花寺）。

## 历史
2017年7月17日，《皇家公报》美术部刊登了一则公告，并将巴吞孔卡寺地区注册及指定为古遗址区。
此外，这里曾是2009年泰国浪漫喜剧电影《曼谷轻轨恋曲》的取景地之一。